# Csontfehér kacskagomba
A csontfehér kacskagomba vagy bordás kacskagomba (Crepidotus applanatus) a kacskagombafélék családjába tartozó, Eurázsiában, Észak- és Dél-Amerikában honos, korhadó fatörzseken található, nem ehető gombafaj.

## Megjelenése
A csontfehér kacskagomba kalapjának átmérője 1-4 (6 cm), alakja kagylóra vagy virágsziromra emlékeztet. Tönkje nincs, a korhadó fatörzsekből közvetlenül nő ki. Színe fiatalon fehéres, majd viaszsárgás, okkeres lesz. Felülete csupasz, bőre alatt sohasem kocsonyás állagú, széle sokszor bordás. Húsa puha, vékony. Szaga, íze nem jellegzetes.
Sűrű lemezei az aljzathoz való kapcsolódási pontból indulnak ki. Színük fiatalon fehér, a spórák érése után halványbarnás.
Spórapora halványbarna. Spórái gömbölyűek, felületük apró, tüskés szemölcsökkel borított, méretük 4,5-7 x 4,5-6,5μm.

### Hasonló fajok
A kocsonyás kacskagombával lehet összetéveszteni.

## Elterjedése és termőhelye
Európában, Észak- és Dél-Amerikában honos. Magyarországon ritka.
Lombos és fenyőfák korhadó törzsein, ágain található, gyakran seregesen. Augusztustól októberig terem,

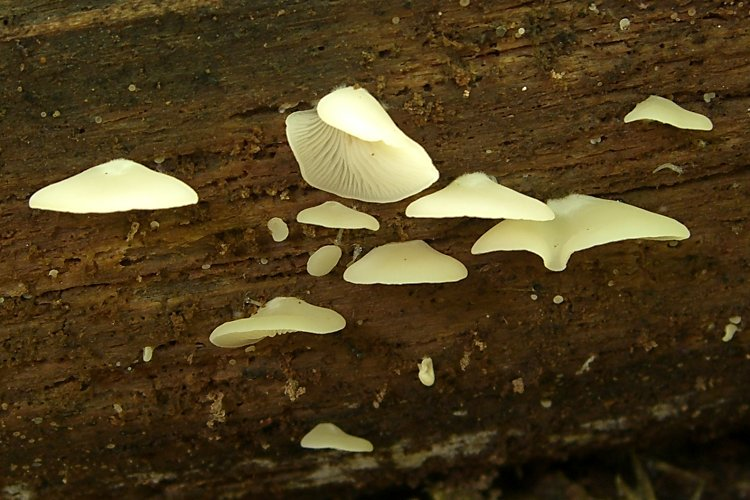
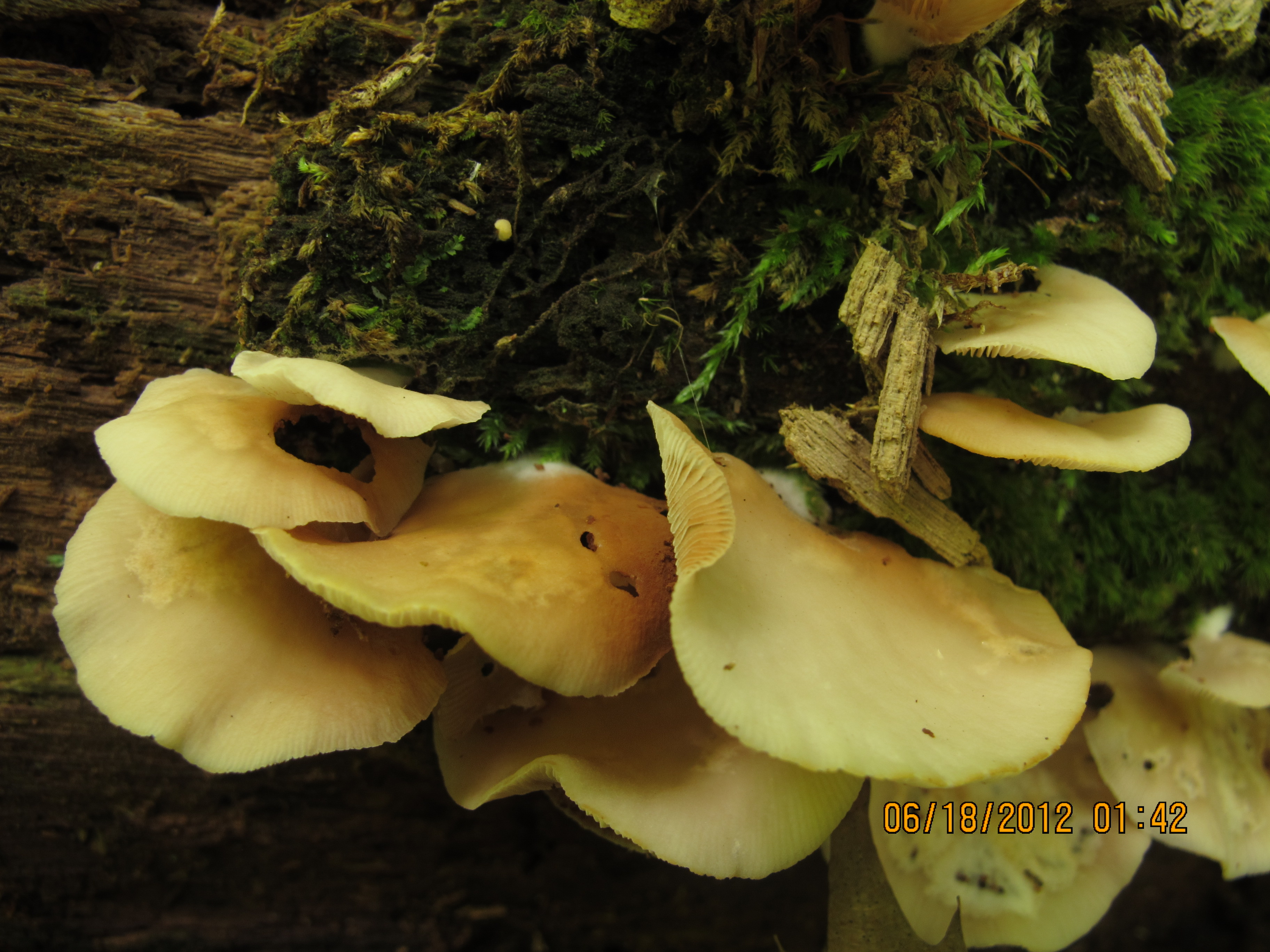
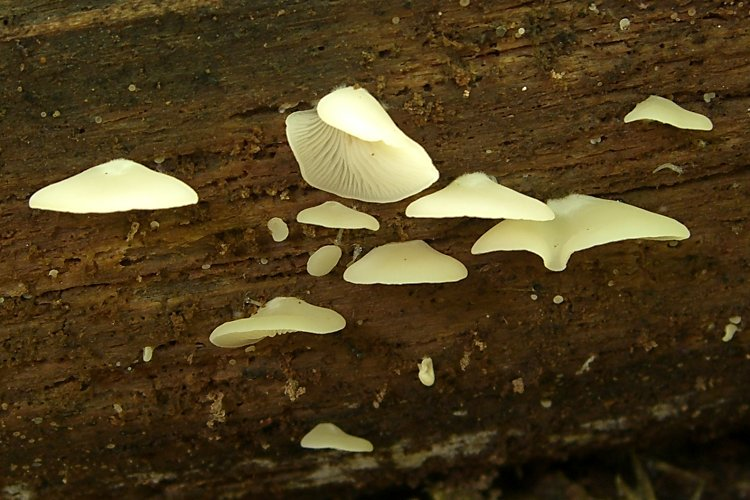
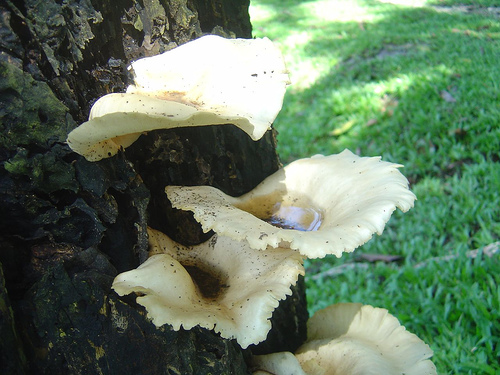

Nem ehető gomba.